# Bagr na kolovém podvozku

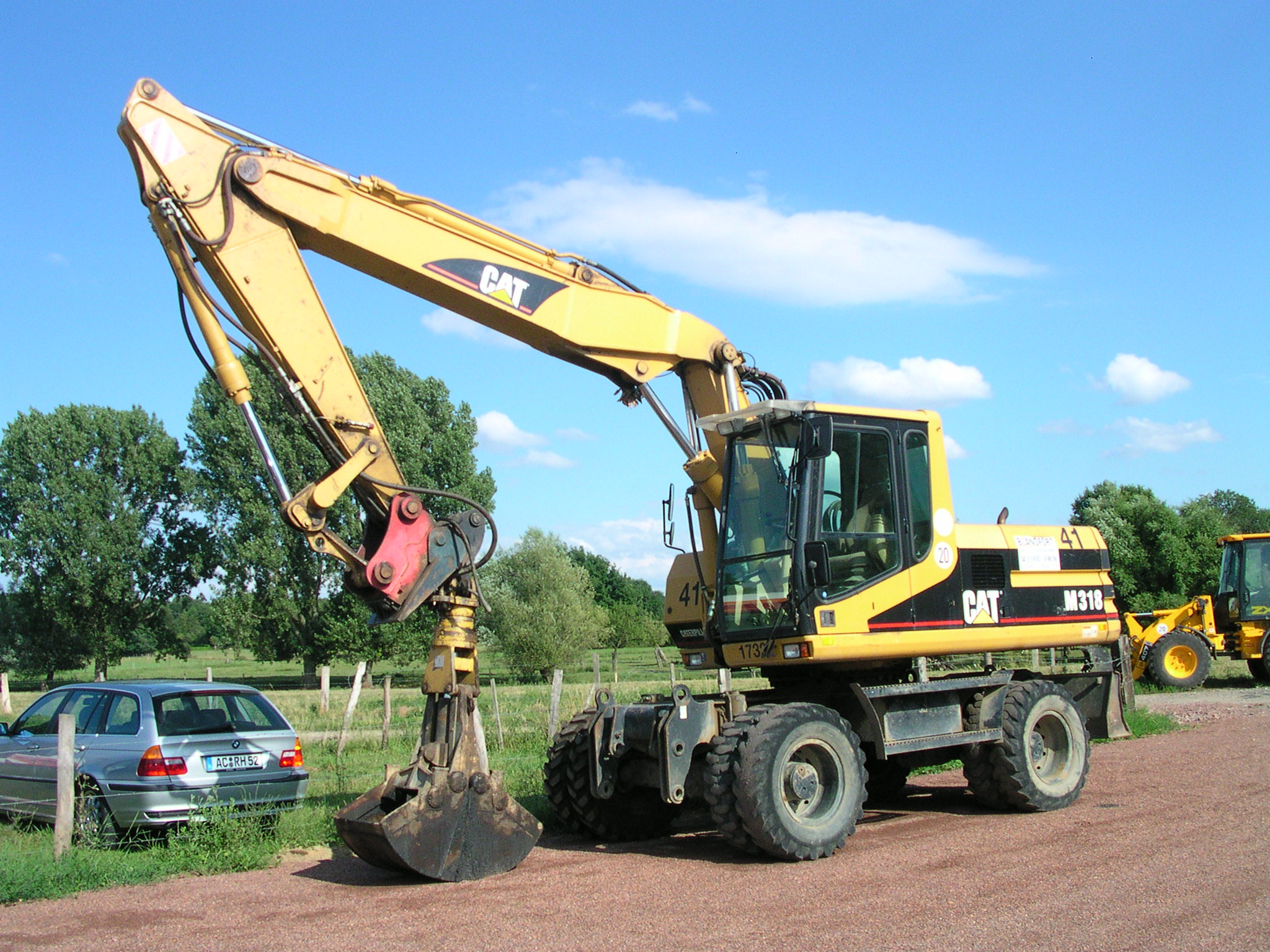
Typický bagr na kolovém podvozku

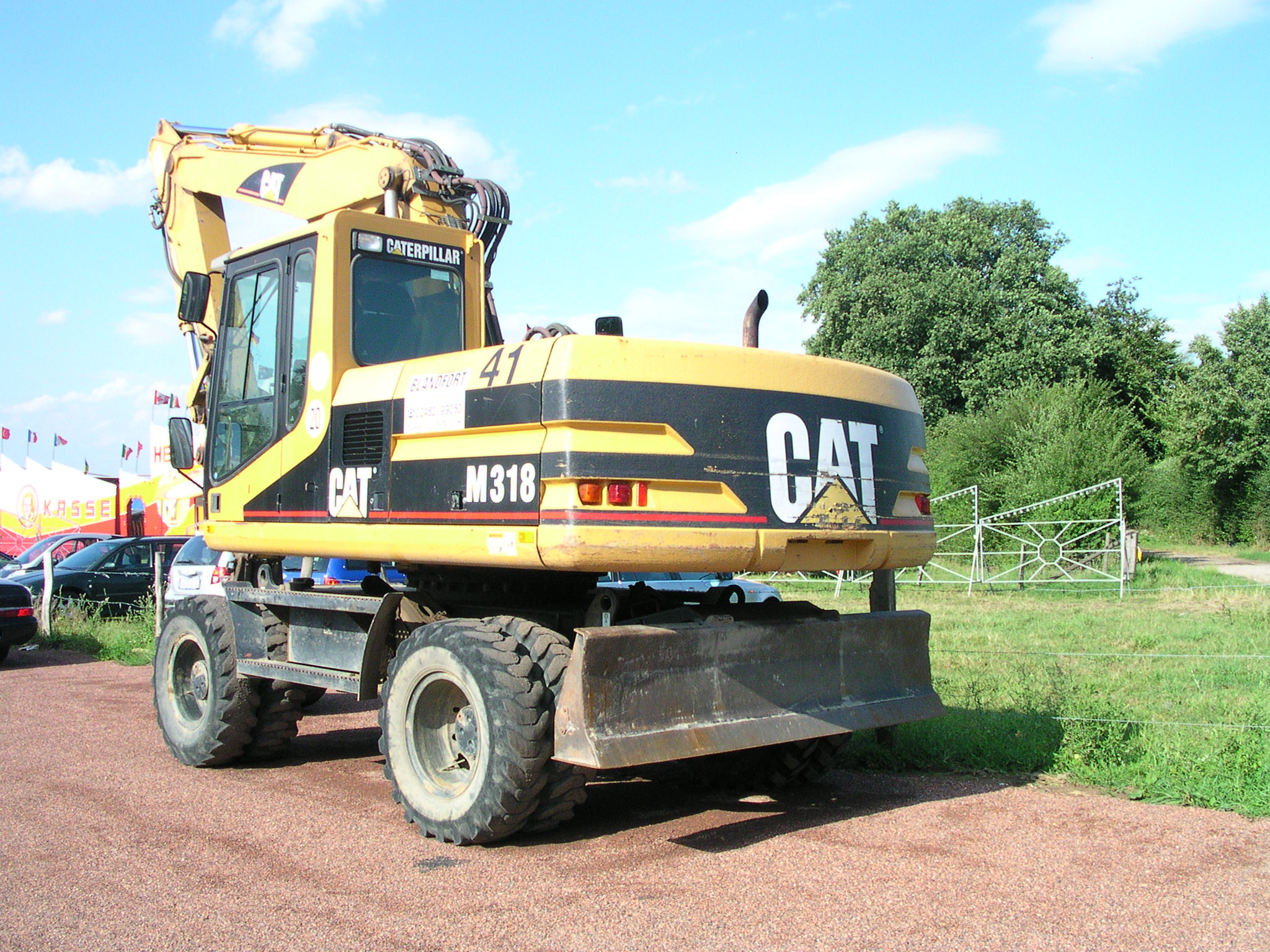
Pohled ze strany radlice

Bagr na kolovém podvozku, také rypadlo kolové, se používá všude tam, kde je potřeba okamžité mobility na krátké vzdálenosti. Rypadla kolová se vyznačují různými velikostmi, od těch nejmenších, cca 5 000 kg vlastní hmotnosti až cca 22 000 kg po jednu z největších hmotností v běžné praxi.
Jako speciály kolových rypadel můžeme spatřit v kamenolomech, kdy jedna náprava je s ocelovými koly a druhá náprava s koly klasickými, tedy gumovými (vybavenými pneumatikami).
Rypadla kolová vynikají svojí variabilností s různým nářadím. Nejčastěji jsou používána v kombinaci s hydraulickými bouracími kladivy, svahovacími hydraulickými lžícemi a dalšími nástroji, například drtící nůžky, různé typy lopat pro speciální účely atd.
Rypadla kolová po většinou disponují opěrnými nohami a také občas v kombinaci s radlicí na druhém konci stroje. To vše kvůli stabilitě při vlastním výkonu práce. Dnešní moderní kolová rypadla jsou velmi výkonnými pomocníky napříč celým spektrem dnešního stavebnictví a těžebního průmyslu.
V České republice patří k předním prodejcům nových kolových rypadel společnost Caterpillar, Komatsu, Liebherr, JCB a mnoho dalších.